# Carolina Tronconi
Carolina Tronconi (Pavía, Italia, 22 de mayo de 1913-ibídem, 11 de febrero de 2008) fue una gimnasta artística italiana, subcampeona olímpica en Ámsterdam 1928 en el concurso por equipos.

## Carrera deportiva
En las Olimpiadas celebradas en Ámsterdam en 1928 gana medalla de plata en el concurso por equipos, tras las neerlandesas y por delante de las británicas, siendo sus compañeras de equipo las gimnastas: Bianca Ambrosetti, Luigina Giavotti, Virginia Giorgi, Germana Malabarba, Carla Marangoni, Luigina Perversi, Diana Pizzavini, Luisa Tanzini, Lavinia Gianoni, Ines Vercesi y Rita Vittadini.